# جويزبينار (جرجر)
جويزبينار (بالتركية: Cevizpınar)‏ هي قرية كرديّة تتبع إداريّاً لمديرية جرجر في محافظة أديامان التركية، بلغ عدد سكانها 331 نسمة في عام 2021.